# Skeleton aux Jeux olympiques de 2026
Navigation
Pékin 2022 Alpes française 2030
Les épreuves de skeleton aux Jeux olympiques d'hiver de 2026 se déroulent du 13 au 15 février 2026 sur la Piste olympique Eugenio-Monti à Cortina d'Ampezzo, en Italie. 
Lors de cette édition, une nouvelle épreuve de relais mixte est introduite.

## Qualifications
Les athlètes qualifiés sont les 25 meilleurs skeletoneurs et skeletoneuses selon un classement établi pour la saison 2025/2026 jusqu'au 18 janvier 2026. Les points sont calculés lors des épreuves des Coupes du monde, d'Europe, d'Amérique du Nord et d'Asie.
Le pays hôte est assuré de participer à chaque épreuve. Certaines restrictions limitent le nombre d'athlètes par comité olympique
- Hommes : 2 CNO avec 3 athlètes, 6 CNO avec 2 athlètes, 7 CNO avec 1 athlète
- Femmes : 2 CNO avec 3 athlètes, 4 CNO avec 2 athlètes, 11 CNO avec 1 athlète

L'ISBF publie sa liste des places attribuées par comités nationaux, y compris la liste des CNO à prendre en considération pour la réattribution. 
| Quota | Hommes | Hommes | Hommes     | Femmes | Femmes | Femmes     |
| Quota | CNO    | Total  | Délégation | CNO    | Total  | Délégation |
| ----- | ------ | ------ | ---------- | ------ | ------ | ---------- |
| 3     | 2      | 6      |            | 2      | 6      |            |
| 2     | 6      | 12     |            | 4      | 8      |            |
| 1     | 7      | 7      |            | 11     | 11     |            |

Seules les nations qui ont qualifié au moins un homme et une femme peuvent aligner un duo dans l'épreuve de relais mixte.

## Résultats
| Épreuves                  | Or | Or | Argent | Argent | Bronze | Bronze |
| ------------------------- | -- | -- | ------ | ------ | ------ | ------ |
| Skeleton masculin         |    |    |        |        |        |        |
| Skeleton féminin          |    |    |        |        |        |        |
| Skeleton par équipe mixte |    |    |        |        |        |        |

## Tableau des médailles
- Pays organisateur ( Italie)

| Rang | Pays | Médaille d'or, Jeux olympiques | Médaille d'argent, Jeux olympiques | Médaille de bronze, Jeux olympiques | Total |